# Dmanisi
Dmanisi (gruzínsky დმანისი) je město na jihu Gruzie v kraji Kvemo Kartli, okres Dmanisi. Leží asi 85 km jihozápadně od hlavního města Tbilisi. Největší rozmach nastal ve 12. století, v 16. století dochází k hospodářskému úpadku a odlivu obyvatel. Dmanisi se stalo světoznámým díky 1,8 miliónu let starému nálezu kosterních pozůstatků člověka.

## Geografie
Dmanisi leží na úpatí Džavachetského hřbetu v náhorní plošině při ústí řeky Pinesauri do řeky Mašavery v nadmořské výšce 1 171 m. V blízkosti se nachází vesnice Patara Dmanisi.

## Historie

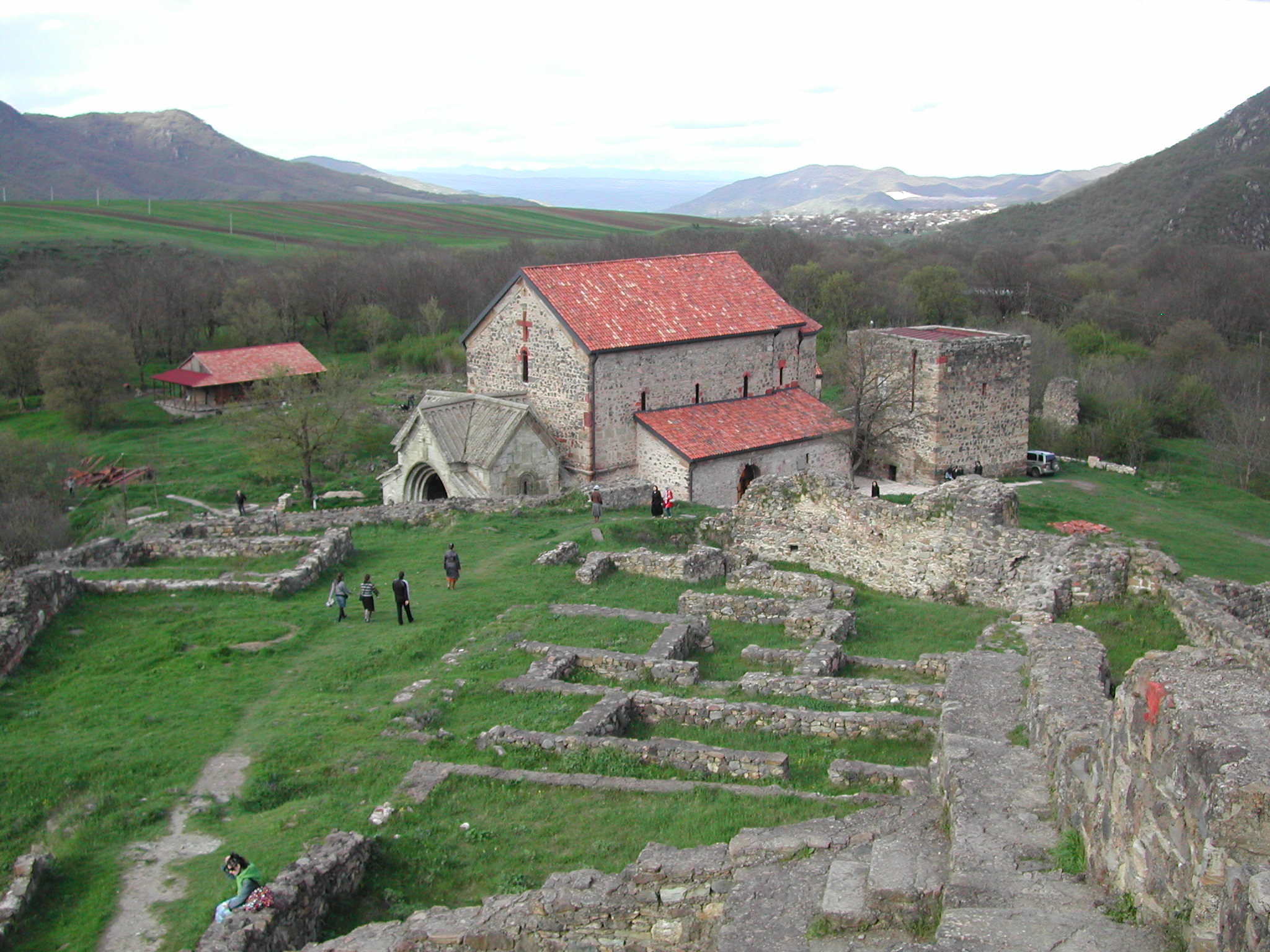
Katedrála Sioni, trojlodní bazilika ze 6. a 7. století ze severovýchodu

Historickým názvem oblasti kolem Dmanisi bylo Baškičeti. Samotné Dmanisi bylo křesťany obydleným městem, které leželo na staré Hedvábná stezce mezi Byzantskou říší a obchodními centry v Arménii a Perské říší. Stezka vznikla nejpozději v 5. století a byla chráněna opevněním.
Náhorní plošina Dmanisi byla již před rokem 1991 známá tisícemi zvířecích fosilií, které jako vedoucí fosilie řadíme do epochy před 2,5 až 1,3 miliónu let. Od roku 1991 je náhorní plošina Dmanisi proslavena archeologickými nálezy, když na ploše pouhých 150 m² bylo dosud nalezeno přes 50 kosterních pozůstatků a zkamenělých archeologických artefaktů, jejichž stáří se odhaduje na 1,75 miliónů let. Existuje záměr toto naleziště zařadit na seznam světového dědictví UNESCO.
Pod středověkými ruinami byly navíc objeveny pozůstatky osídlení z doby bronzové.

## Archeologické nálezy člověka
V roce 2001 byla vědci Gruzínské národní akademie věd a Římsko-germánského ústředního muzea z Mohuče nalezena 1,8 miliónu let stará lebka člověka. Jednalo se o dosud nejstarší nález rodu Homo mimo africký kontinent.
Nález vyvolal dosud neuzavřenou diskuzi o tom, zda se jedná o Homo erectus, mladšího Homo habilis nebo o nový druh Homo georgicus. Rozdíly nalezených lebek jsou značné, přestože pocházejí ze stejného místa a doby.

## Muzeum

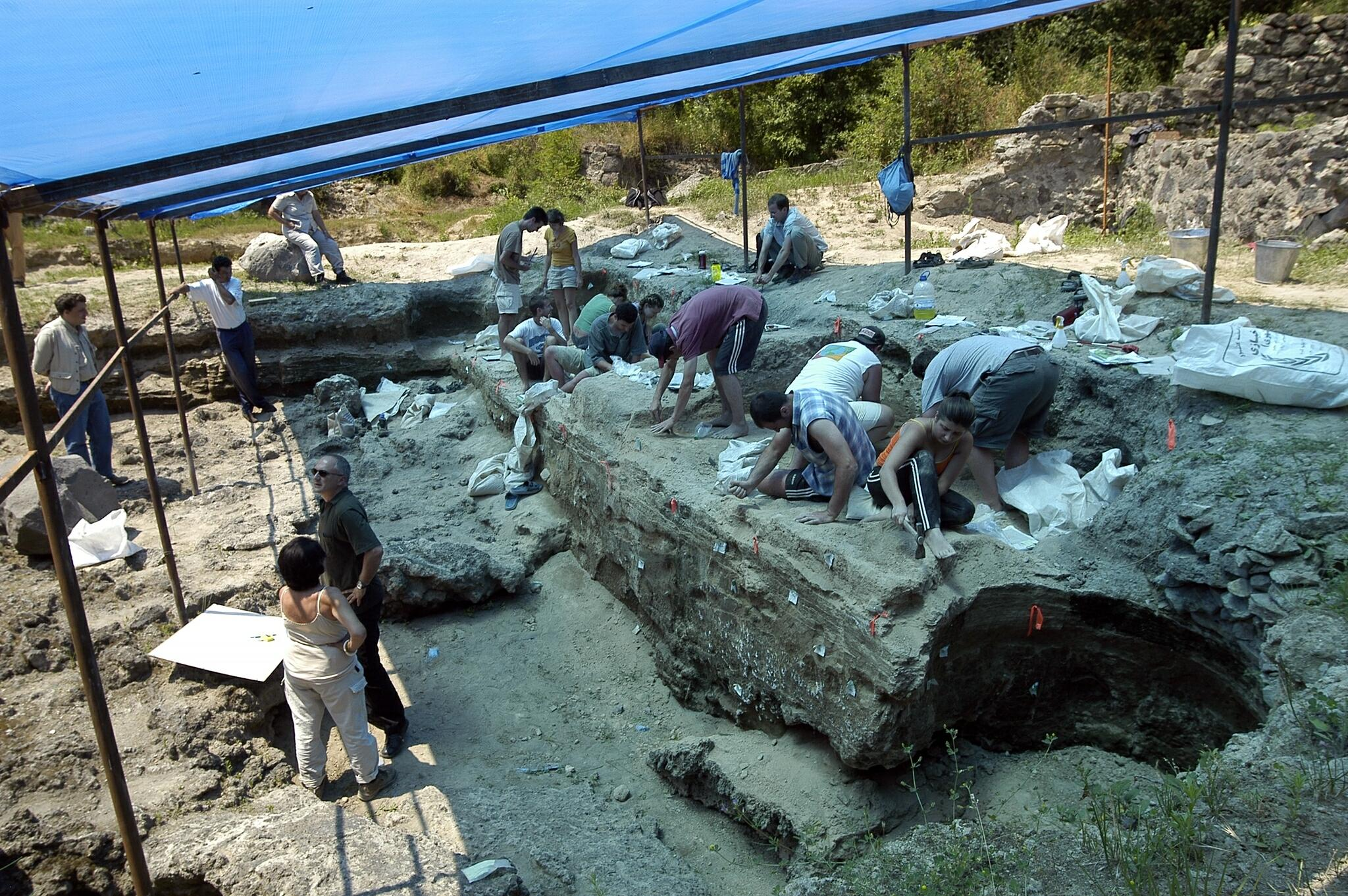
Vykopávky v Dmanisi (2007)

V září roku 2009 byly hlavní části naleziště zastřešeny moderní konstrukcí s kombinací dřeva a železa, pod kterou byla zřízena pozorovací stanoviště pro návštěvníky a veřejnost. Též sousední naleziště z doby bronzové a středověku byly veřejnosti zpřístupněny pomocí dřevěných chodníků. Výstavba návštěvního centra je plánována.
V roce 1989 byla zřízena pobočka Gruzínského národního muzea, jehož úkolem je naleziště zachovat a zpřístupnit veřejnosti. Vystavuje sbírku středověké keramiky, sklenic, kovářských prací a mincí. V Dmanisi nalezené kosterní pozůstatky zvířat a člověka jsou vystaveny ve Státním muzeu Simona Džanašii (gruzínsky სიმონ ჯანაშიას სახელობის საქართველოს მუზეუმი) v Tbilisi.